# Daniela Pardo
Daniela Andrea Pardo Moreno, née le 9 mai 1988 à Santiago au Chili, est une joueuse internationale chilienne de football évoluant au poste de défenseure au club du Santiago Morning.

## Biographie
Avec l'équipe du Chili féminine de football, elle est notamment troisième du Sudamericano Femenino 2010 et finaliste de la Copa América féminine 2018.